# 諸塚村立諸塚中学校
諸塚村立諸塚中学校（もろつかそんりつ もろつかちゅうがっこう）は、宮崎県東臼杵郡諸塚村大字家代（えしろ）にある公立の中学校。

## 概要
歴史
1947年（昭和22年）の学制改革により、新制中学校として創立。2022年（令和4年）に創立75周年を迎えた。へき地1級校の認定を受けている。
校章
3枚の葉を背景にして、中央に「中」の文字を配している。
校歌
1953年（昭和28年）制定。作詞は黒木邦彦、作曲は海老原直、編曲は児玉繁喜による。歌詞は3番まであり、1番の歌詞中に校名の「諸塚」、略称の「諸中」が登場する。
通学区域
東臼杵郡諸塚村全域および美郷町西郷山三ヶ地区（上・中区）。小学校区は以下の通り。
- 諸塚村立諸塚小学校
- 諸塚村立荒谷小学校

## 沿革
- 1947年（昭和22年）5月8日 - 新制中学校「諸塚村立諸塚中学校」（現校名）が開校。諸塚村立青年学校および、諸塚村立家代小学校の一部を仮校舎とする。以下の3分校を設置。
  - 「七ツ山分校」- 諸塚村立七ツ山小学校[2]に併設。
  - 「荒谷分校」 - 諸塚村立荒谷小学校に併設。
  - 「立岩分校」- 諸塚村立立岩小学校[2]に併設。
- 1949年（昭和24年）
  - 2月11日 - 荒谷分校を廃止。
  - 2月25日 - 新校舎が完成し、移転を完了。
  - 4月14日 - 隣村である西郷村（現・美郷町）からの委託により、西郷村山三ヶ（上・中）地区の生徒を受け入れを開始[3][1]。
- 1953年（昭和28年）2月4日 - 校歌を制定。
- 1958年（昭和33年）4月1日 - 七ツ山分校が分離の上、「諸塚村立七ツ山中学校」として独立。
- 1960年（昭和35年）9月1日 - 立岩分校を廃止。
- 1966年（昭和41年）4月1日 - 諸塚村立七ツ山中学校を統合。
- 1968年（昭和43年）4月4日 - 現在地に移転。

## 交通
最寄りのバス停留所
- 宮崎交通バス 椎葉線 「諸塚」バス停より2km。

最寄りの幹線道路
- 国道327号
- 宮崎県道50号諸塚高千穂線
- 諸塚スカイライン

## 周辺
- 諸塚幼稚園
- 諸塚保育所
- 諸塚村民体育館
- 諸塚村総合運動公園グラウンド・野球場・ゆう遊プレイランド・諸塚村屋内プール
- 六峰館
- 諸塚村立諸塚小学校
- 塚原神社
- 諸塚村役場
- 日向警察署諸塚警察官駐在所
- 諸塚郵便局
- 諸塚村中央公民館
- 宮崎県日向土木事務所諸塚駐在所

## 参考資料
- 「諸塚村史」（諸塚村役場, 1962年（昭和37年）2月1日発行）p.488～p.503